# 南江口駅
南江口駅は、中華人民共和国の広東省雲浮市鬱南県南江口鎮南瑶村にある南広線の高速鉄道の駅で、2013年7月20日に着工され、2014年12月26日に開業した。この駅は、貨物輸送を取り扱わない。

## 駅構内
駅舎の建築面積は3,000平方メートルで、2つのプラットホームと4線がある。

## 歴史
- 2014年7月1日、南広線が開通した[3]。

## 隣の駅
中国国鉄 南広線
鬱南駅　-　南江口駅　-　雲浮東駅